# Turks & Caicos (filme)
Turks & Caicos (bra: Caribe: A Trajetória de Worricker) é um telefilme de suspense político britânico de 2014, escrito e dirigido por David Hare para a BBC. Trata-se da sequência de A Oitava Página, que foi ao ar em agosto de 2011 e é seguido por Europa: A Trajetória de Worricker (2014).

## Elenco
- Bill Nighy como Johnny Worricker
- Helena Bonham Carter como Margot Tyrrell
- Rupert Graves como Stirling Rogers
- Ralph Fiennes como Primeiro-ministro Alec Beasley
- Ewen Bremner como Rollo Maverley
- James McArdle como Ted Finch
- Winona Ryder como Melanie Fall
- Christopher Walken como Curtis Pelissier
- Dylan Baker como Gary Bethwaite
- Meredith Eaton como Clare Clovis
- Zach Grenier como Dido Parsons
- Julie Hewlett como Natalie Helier
- James Naughton como Frank Church
- Malik Yoba como Jim Carroll

## Produção
As filmagens aconteceram em Londres e nas Ilhas Turcas e Caicos. O filme é uma co-produção da Carnival Films, Heyday Films, Beaglepug e Masterpiece em associação com a NBCUniversal para a BBC Television.